# منتخب سارك لكرة القدم
منتخب سارك لكرة القدم هو المنتخب الذي يمثل جزيرة سارك في جزر القنال في منافسات كرة القدم، نشأ في سنة 2001 وخاض عدة مباريات ودية ضد عدة منتخبات مثل منتخب جبل طارق لكرة القدم و منتخب جزيرة وايت لكرة القدم و منتخب جرينلاند لكرة القدم ولم يفز بأي مباراة منها حتى الآن.